# Twenty Four Seven Tour
Die Twenty Four Seven Tour (auch bekannt als 24/7 World Tour und Twenty Four Seven Milliennium Tour) war die zehnte weltweite Konzerttournee der Sängerin Tina Turner. Mit dieser Tournee unterstützte Turner ihr namensgebendes und letztes zu ihren Lebzeiten veröffentlichtes Studioalbum Twenty Four Seven (1999).

## Hintergrund
Nach ihrer rekordverdächtigen Wildest Dreams Tour in den Jahren 1996 und 1997 beschloss Tina Turner, eine längere Pause zwischen Alben und Tourneen einzulegen. 1999 trat Turner gemeinsam mit Elton John in der Sondersendung Divas Live ’99 des Musiksenders VH1 auf, gemeinsam spielten sie ein Medley ihrer Hits Proud Mary und The Bitch Is Back. Aufgrund des aus ihrer Sicht gelungenen Auftritts planten Turner und John zunächst eine gemeinsame Co-Headliner-Tour, zu der auch gemeinsame Proben anberaumt wurden. Während dieser Proben fühlte sich Turner mit der Musik unwohl und unterbrach immer wieder alle beteiligten Musiker beim Spielen und wies auch Elton John an, Proud Mary korrekt zu spielen. Später gestand Turner: „Ich hatte einen Fehler gemacht, als ich ihm zeigen musste, wie man Proud Mary spielt. Der Fehler ist, dass man Elton John nicht zeigt, wie man Klavier spielt. Er geriet einfach in Rage, wofür er sich später entschuldigte. Er sagte, es sei falsch gewesen.“
Sowohl die ursprünglichen Tourneeplanungen als auch Turners ursprüngliche Pläne für ein Greatest Hits-Album wurden daraufhin verworfen und Turner beschloss stattdessen, ihr nächstens Studioalbum Twenty Four Seven aufzunehmen und dieses Album mit einer eigenen Tournee zu bewerben.
Die Twenty Four Seven Tour begann schließlich am 23. März 2000 in Minneapolis und endete am 6. Dezember des gleichen Jahres in Anaheim. Dabei gab Tina Turner insgesamt 121 Konzerte in Nordamerika und Europa. Während der Promotionarbeit zu Album und Tour erklärte Turner, dass es ihre letzte Tournee sei und kommentierte: „Ich trete seit 44 Jahren auf; ich sollte meine Tanzschuhe wirklich an den Nagel hängen. Ich kann nicht mit Janet Jackson mithalten und bin auch keine Diva wie Diana Ross. Ich bin Rock’n’Roll, aber ich bin froh, dass ich es noch einmal tun kann, damit die Leute sich an meine besten Zeiten erinnern können.“ Turner kehrte jedoch 2008 mit ihrer 50th Anniversary Tour auf die Bühne zurück.
Für die Twenty Four Seven Tour wollte Tina Turner eine Bühne, die elegant und modern war. Die ursprünglichen Konzepte umfassten die Gestaltung eines „Apartmentgebäudes“ mit Kabinen und Zugangsrampen. Ebenfalls enthalten waren Podeste mit sichtbaren Treppen und ein Abhang für die Musiker. Bühnendesigner Mark Fisher wollte mit der Bühne auch einen Vulkaneffekt erzeugen und sie in zwei Sets aufteilen. Diese innere Bühne umfasste einen Videobildschirm und eine Rampe, die zu einer Plattform im hinteren Bereich der Bühne führte. Es gab eine zusätzliche Rampe, die nach unten führte. Das Hauptmerkmal der Bühne war eine ca. 61 Zentimeter breite und 18 Meter lange Plattform, mit der Turner ins Publikum hineinragte. Ursprünglich wollte Turner auf diese Plattform verzichten, da ein ähnliches Konzept für ihre Foreign Affair Tour im Jahr 1990 verwendet wurde und sie sich nicht wiederholen wollte. Nachdem Turner jedoch Videoanimationen gesehen hatte, entschied sie sich doch für diese Plattform. Für die Stadionshows wurde ein Regenschutz für die Bühne sowie zusätzliche Videobildschirme hinzugefügt und die Plattform wurde um weitere 6 Meter verlängert. Der Aufbau der Bühne dauerte mindestens sieben Stunden.

## Liveaufnahmen
Während der laufenden Tournee wurden mehrere Shows live im Fernsehen übertragen, darunter das Eröffnungskonzert in Minneapolis am 23. März 2000 im Rahmen der Sendung Opening Night Live auf VH1 sowie die Show in Oakland am 8. Mai 2000 (auf BBC Three) und das Abschlusskonzert der Europatournee in Sopot am 15. August 2000 (auf TVP1). Im Februar 2001 erschien schließlich die offizielle Konzert-DVD One Last Time Live in Concert, die einen Zusammenschnitt der beiden Konzerte im Londoner Wembley-Stadion am 15. und 16. Juli 2000 enthält.

## Setlist

### Setlist Nordamerika (Teil 1)
- I Want to Take You Higher
- Absolutely Nothing’s Changed
- A Fool in Love
- Acid Queen
- River Deep – Mountain High
- We Don’t Need Another Hero
- Get Back
- Private Dancer
- Let’s Stay Together
- What’s Love Got to Do with It
- When the Heartache Is Over
- Baby, I’m a Star
- Help!
- Whatever You Need
- I Heard It Through the Grapevine
- Addicted to Love
- Hold On, I’m Comin’
- The Best
- Proud Mary
- Nutbush City Limits

### Setlist Europa
- I Want to Take You Higher
- Absolutely Nothing’s Changed
- A Fool in Love
- Acid Queen
- River Deep – Mountain High
- We Don’t Need Another Hero
- Better Be Good to Me
- Private Dancer
- Let’s Stay Together
- What’s Love Got to Do with It
- When the Heartache Is Over
- Baby, I’m a Star
- Help!
- Whatever You Need
- Medley (Sittin’ on the Dock of the Bay / Try a Little Tenderness)
- I Heard It Through the Grapevine
- Addicted to Love
- The Best
- Proud Mary
- Nutbush City Limits
- Twenty Four Seven

### Setlist Nordamerika (Teil 2)
- I Want to Take You Higher
- Absolutely Nothing’s Changed
- A Fool in Love
- Acid Queen
- River Deep – Mountain High
- We Don’t Need Another Hero
- Better Be Good to Me
- Private Dancer
- Let’s Stay Together
- What’s Love Got to Do with It
- When the Heartache Is Over
- Hot Legs
- Help!
- Whatever You Need
- Medley (Sittin’ on the Dock of the Bay / Try a Little Tenderness)
- Steamy Windows
- Addicted to Love
- The Best
- Proud Mary
- Nutbush City Limits

## Tourdaten
| Nr.                 | Datum               | Stadt               | Land                | Veranstaltungsort                     | Anmerkungen                      |
| Leg 1 – Nordamerika | Leg 1 – Nordamerika | Leg 1 – Nordamerika | Leg 1 – Nordamerika | Leg 1 – Nordamerika                   | Leg 1 – Nordamerika              |
| ------------------- | ------------------- | ------------------- | ------------------- | ------------------------------------- | -------------------------------- |
| 1                   | 23. März 2000       | Minneapolis         | Vereinigte Staaten  | Target Center                         |                                  |
| 2                   | 24. März 2000       | Madison             | Vereinigte Staaten  | Kohl Center                           |                                  |
| 3                   | 25. März 2000       | Rosemont            | Vereinigte Staaten  | Allstate Arena                        |                                  |
| 4                   | 26. März 2000       | Auburn Hills        | Vereinigte Staaten  | Palace of Auburn Hills                |                                  |
| 5                   | 30. März 2000       | Cleveland           | Vereinigte Staaten  | Gund Arena                            |                                  |
| 6                   | 31. März 2000       | Louisville          | Vereinigte Staaten  | Freedom Hall                          |                                  |
| 7                   | 1. April 2000       | Greensboro          | Vereinigte Staaten  | Coliseum                              |                                  |
| 8                   | 3. April 2000       | Philadelphia        | Vereinigte Staaten  | First Union Center                    |                                  |
| 9                   | 7. April 2000       | New York City       | Vereinigte Staaten  | Madison Square Garden                 |                                  |
| 10                  | 8. April 2000       | New York City       | Vereinigte Staaten  | Madison Square Garden                 |                                  |
| 11                  | 9. April 2000       | Buffalo             | Vereinigte Staaten  | HSBC Arena                            |                                  |
| 12                  | 12. April 2000      | Atlanta             | Vereinigte Staaten  | Philips Arena                         |                                  |
| 13                  | 14. April 2000      | Tampa               | Vereinigte Staaten  | Ice Palace                            |                                  |
| 14                  | 15. April 2000      | Sunrise             | Vereinigte Staaten  | National Car Rental Center            |                                  |
| 15                  | 16. April 2000      | Sunrise             | Vereinigte Staaten  | National Car Rental Center            |                                  |
| 16                  | 19. April 2000      | New Orleans         | Vereinigte Staaten  | New Orleans Arena                     |                                  |
| 17                  | 20. April 2000      | Dallas              | Vereinigte Staaten  | Reunion Arena                         |                                  |
| 18                  | 21. April 2000      | San Antonio         | Vereinigte Staaten  | Alamodome                             |                                  |
| 19                  | 23. April 2000      | Houston             | Vereinigte Staaten  | Compaq Center                         |                                  |
| 20                  | 27. April 2000      | Phoenix             | Vereinigte Staaten  | America West Arena                    |                                  |
| 21                  | 28. April 2000      | San Diego           | Vereinigte Staaten  | Sports Arena                          |                                  |
| 22                  | 29. April 2000      | Paradise            | Vereinigte Staaten  | MGM Grand Garden Arena                |                                  |
| 23                  | 3. Mai 2000         | Sacramento          | Vereinigte Staaten  | ARCO Arena                            |                                  |
| 24                  | 4. Mai 2000         | Anaheim             | Vereinigte Staaten  | Arrowhead Pond                        |                                  |
| 25                  | 5. Mai 2000         | Anaheim             | Vereinigte Staaten  | Arrowhead Pond                        |                                  |
| 26                  | 6. Mai 2000         | San Jose            | Vereinigte Staaten  | San Jose Arena                        |                                  |
| 27                  | 8. Mai 2000         | Oakland             | Vereinigte Staaten  | The Arena in Oakland                  |                                  |
| 28                  | 12. Mai 2000        | Tacoma              | Vereinigte Staaten  | Tacoma Dome                           |                                  |
| 29                  | 13. Mai 2000        | Vancouver           | Kanada              | General Motors Place                  |                                  |
| 30                  | 15. Mai 2000        | Salt Lake City      | Vereinigte Staaten  | Delta Center                          |                                  |
| 31                  | 17. Mai 2000        | Denver              | Vereinigte Staaten  | Pepsi Center                          |                                  |
| 32                  | 19. Mai 2000        | Kansas City         | Vereinigte Staaten  | Kemper Arena                          |                                  |
| 33                  | 20. Mai 2000        | Moline              | Vereinigte Staaten  | The MARK of the Quad Cities           |                                  |
| 34                  | 21. Mai 2000        | St. Louis           | Vereinigte Staaten  | Kiel Center                           |                                  |
| 35                  | 24. Mai 2000        | Milwaukee           | Vereinigte Staaten  | Bradley Center                        |                                  |
| 36                  | 26. Mai 2000        | Indianapolis        | Vereinigte Staaten  | Conseco Fieldhouse                    |                                  |
| 37                  | 27. Mai 2000        | Rosemont            | Vereinigte Staaten  | Allstate Arena                        |                                  |
| 38                  | 28. Mai 2000        | Cincinnati          | Vereinigte Staaten  | Firstar Center                        |                                  |
| 39                  | 1. Juni 2000        | Auburn Hills        | Vereinigte Staaten  | Palace of Auburn Hills                |                                  |
| 40                  | 2. Juni 2000        | Grand Rapids        | Vereinigte Staaten  | Van Andel Arena                       |                                  |
| 41                  | 3. Juni 2000        | Columbus            | Vereinigte Staaten  | Value City Arena                      |                                  |
| 42                  | 4. Juni 2000        | Toronto             | Kanada              | Air Canada Centre                     |                                  |
| 43                  | 8. Juni 2000        | Boston              | Vereinigte Staaten  | FleetCenter                           |                                  |
| 44                  | 9. Juni 2000        | Boston              | Vereinigte Staaten  | FleetCenter                           |                                  |
| 45                  | 10. Juni 2000       | Montréal            | Kanada              | Centre Molson                         |                                  |
| 46                  | 11. Juni 2000       | Ottawa              | Kanada              | Corel Centre                          |                                  |
| 47                  | 14. Juni 2000       | Bristow             | Vereinigte Staaten  | Nissan Pavilion                       |                                  |
| 48                  | 15. Juni 2000       | Hartford            | Vereinigte Staaten  | Civic Center                          |                                  |
| 49                  | 17. Juni 2000       | East Rutherford     | Vereinigte Staaten  | Continental Airlines Arena            |                                  |
| Leg 2 – Europa      |                     |                     |                     |                                       |                                  |
| 50                  | 30. Juni 2000       | Zürich              | Schweiz             | Stadion Letzigrund                    |                                  |
| 51                  | 1. Juli 2000        | Zürich              | Schweiz             | Stadion Letzigrund                    |                                  |
| 52                  | 3. Juli 2000        | Hannover            | Deutschland         | Niedersachsenstadion                  |                                  |
| 53                  | 5. Juli 2000        | Saint-Denis         | Frankreich          | Stade de France                       |                                  |
| 54                  | 7. Juli 2000        | Glasgow             | Schottland          | Hampden Park                          |                                  |
| 55                  | 9. Juli 2000        | Cardiff             | Wales               | Millennium Stadium                    |                                  |
| 56                  | 11. Juli 2000       | Dublin              | Irland              | RDS Arena                             |                                  |
| 57                  | 13. Juli 2000       | Sheffield           | England             | Don Valley Stadium                    |                                  |
| 58                  | 15. Juli 2000       | London              | England             | Wembley Stadium                       |                                  |
| 59                  | 16. Juli 2000       | London              | England             | Wembley Stadium                       |                                  |
| 60                  | 18. Juli 2000       | Groningen           | Niederlande         | Stadspark                             |                                  |
| 61                  | 19. Juli 2000       | Hamburg             | Deutschland         | Volksparkstadion                      |                                  |
| 62                  | 21. Juli 2000       | Berlin              | Deutschland         | Olympiastadion                        |                                  |
| 63                  | 23. Juli 2000       | München             | Deutschland         | Olympiastadion                        |                                  |
| 64                  | 25. Juli 2000       | Werchter            | Belgien             | Festivalweide                         | Rock Werchter                    |
| 65                  | 27. Juli 2000       | Frankfurt am Main   | Deutschland         | Waldstadion                           |                                  |
| 66                  | 28. Juli 2000       | Köln                | Deutschland         | Müngersdorfer Stadion                 |                                  |
| 67                  | 30. Juli 2000       | Leipzig             | Deutschland         | Festwiese                             |                                  |
| 68                  | 1. August 2000      | Wien                | Osterreich          | Ernst-Happel-Stadion                  |                                  |
| 69                  | 3. August 2000      | Kopenhagen          | Danemark            | Parken                                |                                  |
| 70                  | 5. August 2000      | Göteborg            | Schweden            | Ullevi Stadion                        |                                  |
| 71                  | 6. August 2000      | Oslo                | Norwegen            | Valle Hovin                           |                                  |
| 72                  | 9. August 2000      | Helsinki            | Finnland            | Finnair Stadium                       |                                  |
| 73                  | 10. August 2000     | Helsinki            | Finnland            | Finnair Stadium                       |                                  |
| 74                  | 12. August 2000     | Pirita              | Estland             | Lauluväljak                           |                                  |
| 75                  | 15. August 2000     | Sopot               | Polen               | Hipodrom                              |                                  |
| Leg 3 – Nordamerika |                     |                     |                     |                                       |                                  |
| 76                  | 20. September 2000  | Boston              | Vereinigte Staaten  | FleetCenter                           |                                  |
| 77                  | 22. September 2000  | Philadelphia        | Vereinigte Staaten  | First Union Center                    |                                  |
| 78                  | 23. September 2000  | Albany              | Vereinigte Staaten  | Pepsi Arena                           |                                  |
| 79                  | 24. September 2000  | Toronto             | Kanada              | Air Canada Centre                     |                                  |
| 80                  | 26. September 2000  | Toronto             | Kanada              | Air Canada Centre                     |                                  |
| 81                  | 28. September 2000  | Montréal            | Kanada              | Centre Molson                         |                                  |
| xx                  | 29. September 2000  | University Park     | Vereinigte Staaten  | Bryce Jordan Center                   |                                  |
| 82                  | 30. September 2000  | Pittsburgh          | Vereinigte Staaten  | Mellon Arena                          |                                  |
| 83                  | 1. Oktober 2000     | Uniondale           | Vereinigte Staaten  | Nassau Veterans Memorial Coliseum     |                                  |
| 84                  | 4. Oktober 2000     | Chicago             | Vereinigte Staaten  | United Center                         |                                  |
| 85                  | 6. Oktober 2000     | Cleveland           | Vereinigte Staaten  | Gund Arena                            |                                  |
| 86                  | 7. Oktober 2000     | Washington, D.C.    | Vereinigte Staaten  | MCI Center                            |                                  |
| 87                  | 8. Oktober 2000     | Raleigh             | Vereinigte Staaten  | Entertainment and Sports Arena        |                                  |
| 88                  | 11. Oktober 2000    | Greenville          | Vereinigte Staaten  | Bi-Lo Center                          |                                  |
| xx                  | 12. Oktober 2000    | Charlotte           | Vereinigte Staaten  | Charlotte Coliseum                    | verlegt auf den 13. Oktober 2000 |
| 89                  | 13. Oktober 2000    | Charlotte           | Vereinigte Staaten  | Charlotte Coliseum                    |                                  |
| 90                  | 14. Oktober 2000    | Atlanta             | Vereinigte Staaten  | Philips Arena                         |                                  |
| 91                  | 15. Oktober 2000    | Orlando             | Vereinigte Staaten  | TD Waterhouse Center                  |                                  |
| 92                  | 18. Oktober 2000    | Sunrise             | Vereinigte Staaten  | National Car Rental Center            |                                  |
| 93                  | 20. Oktober 2000    | Nashville           | Vereinigte Staaten  | Gaylord Entertainment Center          |                                  |
| 94                  | 21. Oktober 2000    | Birmingham          | Vereinigte Staaten  | Birmingham-Jefferson Convention Arena |                                  |
| 95                  | 22. Oktober 2000    | Knoxville           | Vereinigte Staaten  | Thompson–Boling Arena                 |                                  |
| 96                  | 25. Oktober 2000    | New Orleans         | Vereinigte Staaten  | New Orleans Arena                     |                                  |
| 97                  | 27. Oktober 2000    | Austin              | Vereinigte Staaten  | Frank Erwin Center                    |                                  |
| 98                  | 28. Oktober 2000    | Dallas              | Vereinigte Staaten  | Reunion Arena                         |                                  |
| 99                  | 29. Oktober 2000    | Houston             | Vereinigte Staaten  | Compaq Center                         |                                  |
| 100                 | 1. November 2000    | Columbus            | Vereinigte Staaten  | Nationwide Arena                      |                                  |
| 101                 | 3. November 2000    | Lexington           | Vereinigte Staaten  | Rupp Arena                            |                                  |
| 102                 | 4. November 2000    | Fairborn            | Vereinigte Staaten  | Ervin J. Nutter Center                |                                  |
| 103                 | 5. November 2000    | Detroit             | Vereinigte Staaten  | Joe Louis Arena                       |                                  |
| 104                 | 9. November 2000    | Fargo               | Vereinigte Staaten  | Fargodome                             |                                  |
| 105                 | 10. November 2000   | Ames                | Vereinigte Staaten  | Hilton Coliseum                       |                                  |
| 106                 | 11. November 2000   | Minneapolis         | Vereinigte Staaten  | Target Center                         |                                  |
| 107                 | 14. November 2000   | Denver              | Vereinigte Staaten  | Pepsi Center                          |                                  |
| 108                 | 16. November 2000   | San Jose            | Vereinigte Staaten  | San Jose Arena                        |                                  |
| 109                 | 17. November 2000   | Los Angeles         | Vereinigte Staaten  | Staples Center                        |                                  |
| 110                 | 18. November 2000   | Paradise            | Vereinigte Staaten  | MGM Grand Garden Arena                |                                  |
| 111                 | 19. November 2000   | Paradise            | Vereinigte Staaten  | MGM Grand Garden Arena                |                                  |
| 112                 | 22. November 2000   | Portland            | Vereinigte Staaten  | Rose Garden Arena                     |                                  |
| 113                 | 24. November 2000   | Edmonton            | Kanada              | Skyreach Centre                       |                                  |
| 114                 | 25. November 2000   | Calgary             | Kanada              | Pengrowth Saddledome                  |                                  |
| 115                 | 27. November 2000   | Vancouver           | Kanada              | General Motors Place                  |                                  |
| 116                 | 29. November 2000   | Seattle             | Vereinigte Staaten  | KeyArena                              |                                  |
| 117                 | 1. Dezember 2000    | Oakland             | Vereinigte Staaten  | The Arena in Oakland                  |                                  |
| 118                 | 2. Dezember 2000    | Reno                | Vereinigte Staaten  | Lawlor Events Center                  |                                  |
| 119                 | 3. Dezember 2000    | Bakersfield         | Vereinigte Staaten  | Centennial Garden                     |                                  |
| 120                 | 5. Dezember 2000    | Phoenix             | Vereinigte Staaten  | America West Arena                    |                                  |
| 121                 | 6. Dezember 2000    | Anaheim             | Vereinigte Staaten  | Arrowhead Pond                        |                                  |

## Band
- Tina Turner: Gesang
- Jack Bruno: Schlagzeug
- James Ralston: Gitarre, Hintergrundgesang
- John Miles: Gitarre, Hintergrundgesang
- Warren McRae: Bass
- Ollie Marland: Keyboards, Hintergrundgesang
- Euge Groove: Keyboards, Percussion, Saxophon
- Joel Campbell: Klavier, Hintergrundgesang
- Stacey Campbell: Hintergrundgesang
- Solange Guernier: Hintergrundgesang
- Claire Louise Turton: Hintergrundgesang
- Gloria Reuben: Hintergrundgesang (März – Juni 2000)
- Lisa Fischer: Hintergrundgesang (Juni – Dezember 2000)